# Алистров, Владимир Александрович
Владимир Александрович Алистров (род. 12 февраля 2001, Могилёв) — белорусский хоккеист, нападающий СКА.

## Биография
В шесть лет начал заниматься хоккеем в СДЮШОР Могилёва. В 13 лет стал играть в детско-юношеской школе российского Дмитрова. Через три года получил травму мениска и вернулся в Белоруссию. В сезоне 2017/18 выступал в высшей лиге за сборные Белоруссии до 17 и до 18 лет. Два сезона отыграл в WHL за «Эдмонтон Ойл Кингз», который выбрал его под 2 общим номером на импорт-драфте CHL. Летом 2020 года подписал контракт с клубом КХЛ «Динамо» Минск, также играл в плей-офф чемпионата Белоруссии за «Динамо» Молодечно (2021) и «Шахтёр» Солигорск (2022).
В апреле 2023 года появилась информация о возможном переходе Алистрова в «Авангард», но 17 мая вместе с Сергеем Сапего он был обменян в СКА на Александра Волкова и денежную компенсацию.
Участник чемпионата мира среди юниоров 2018, турнира Владо Дзуриллы 2018, Кубка Черного моря 2019. Серебряный призёр группы «А» первого дивизиона молодёжного чемпионата мира 2019, бронзовый призёр в 2020 году. Победитель Кубка Первого канала 2022.